# Jardim Zoológico metróállomás
A Jardim Zoológico metróállomás a lisszaboni metró kék metróvonalán.

## Története
A Jardim Zoológico egyike annak a 11 állomásnak, amelyek az 1959. december 29-én megnyitott eredeti lisszaboni metróhálózathoz tartoznak. 1998-ig Sete Rios volt a hivatalos neve.

## Jellemzői
Az állomás a Praça General Humberto Delgado-n található és össze van kötve a Sete Rios vasútállomással (vonalak Sintra és Azambuja felé), valamint a Sete Rios buszpályaudvarral. A nevét a közelben található Lisszaboni Állatkertről kapta.
Az eredeti állomás építészeti terveit Falcão e Cunha, a dekorációt pedig Maria Keil festőművész készítette. 1995. július 25-én az állomást Benoliel de Carvalho építész tervei alapján kibővítették és felújították. A díszítést ekkor Júlio Resende festőművész készítette. A felújítás során kibővítették a peronokat és létrehozták a déli csarnokot, amely közvetlen összeköttetést biztosít a Sete Rios vasútállomással.

## Fordítás
Ez a szócikk részben vagy egészben  az   Estação Jardim Zoológico című portugál Wikipédia-szócikk ezen változatának fordításán alapul.  Az eredeti cikk szerkesztőit annak laptörténete sorolja fel. Ez a jelzés csupán a megfogalmazás eredetét és a szerzői jogokat jelzi, nem szolgál a cikkben szereplő információk forrásmegjelöléseként.